# Platygaster strato
Platygaster strato är en stekelart som beskrevs av Walker 1836. Platygaster strato ingår i släktet Platygaster och familjen gallmyggesteklar. Inga underarter finns listade i Catalogue of Life.